# 查米索 (亞利桑那州)
查米索（英語：Chamiso）是位於美國亞利桑那州科奇斯縣的一個非建制地區。該地的面積和人口皆未知。

## 地理
查米索的座標為31°59′34″N 110°21′16″W / 31.99278°N 110.35444°W，而該地的平均海拔高度為1172米（即3845英尺）。